# Uaco Cungo
Uaco Cungo, também grafada como Waku Kungo, é uma comuna e cidade de Angola, sede do município da Cela, na província do Cuanza Sul.
Está situada no planalto do Amboim, e é uma localidade com grande relevância para o setor agrícola na província e no país.
Teve a designação oficial de "Santa Comba" durante o período colonial português.

## História
No curso de suas reformas administrativas de 1769, o governador de Angola, Francisco Inocêncio de Sousa Coutinho, fundou alguns postos avançados de controle colonial no Cuanza Sul, com Uaco Cungo tornando-se um importante centro português.[carece de fontes?]
Em 1952, foi criado no planalto do Amboim, o colonato da Cela, tratando-se de um exemplo de povoamento dirigido focado na exploração agrícola e pecuária. Era constituído por um conjunto de quinze aldeias e a vila de Santa Comba, sede do povoamento agrário, que foi assim batizada em homenagem à então vila portuguesa de Santa Comba Dão, de onde era natural o ditador português António de Oliveira Salazar.
A 6 de julho de 1970, a vila de Santa Comba, sede do município da Cela, foi elevada à categoria de cidade, pela Portaria n.º16.997, pelo então governador-geral de Angola Camilo Augusto de Miranda Rebocho Vaz.
A atual denominação da cidade, "Waku-Kungo", surgiu nos anos 1977/78, já após a independência de Angola, resultando da confluência de dois morros, o Waku e o Kungo. Kungo seria ainda uma dinastia de governantes da região.
Em 6 de agosto de 1975, a guerra civil entre UNITA, FNLA e MPLA forçou os moradores de origem portuguesa a deixar suas casas, causando um colapso total da infraestrutura que durou mais de 30 anos, enquanto a guerra persistia. A maioria dos moradores da então Santa Comba, foi resgatada pela Cruz Vermelha Internacional e transportada por via aérea para Portugal.
Durante a Guerra Civil Angolana (1975–2002), a região esteve sob constante disputa, sendo tomada repetidamente pelos grupos guerrilheiros (MPLA com a ajuda de tropas cubanas, UNITA com a ajuda de tropas sul-africanas). A ponte estrategicamente importante da Rodovia Trípoli–Cidade do Cabo, de ligação para o Huambo, sobre o rio Queve, localizada a cerca de 25 quilômetros ao sul da cidade, foi mantida por algum tempo pelas tropas cubanas até que, em 13 de novembro de 1975, durante as batalhas da operação Savana, precisou ser derrubada para frear o avanço das trapas estrangeiras sul-africanas.
Foi em Uaco Cungo que um dos episódios mais infames contra civis na Guerra Civil Angolana ocorreu, quando um atentado a bomba, em 1994, foi feito contra uma escola em funcionamento, resultando na morte de 89 crianças. Em um relatório do Departamento de Estado dos Estados Unidos, datado de fevereiro de 1995, atribui-se à UNITA a autoria do atentado.
Ainda existem muitas minas terrestres na região; ao lado de organizações humanitárias e de empresas comerciais angolanas, a organização alemã de desminagem Stiftung Sankt Barbara Deutschland esteve de 2006 a 2009 limpando os legados da guerra civil na região.

## Galeria

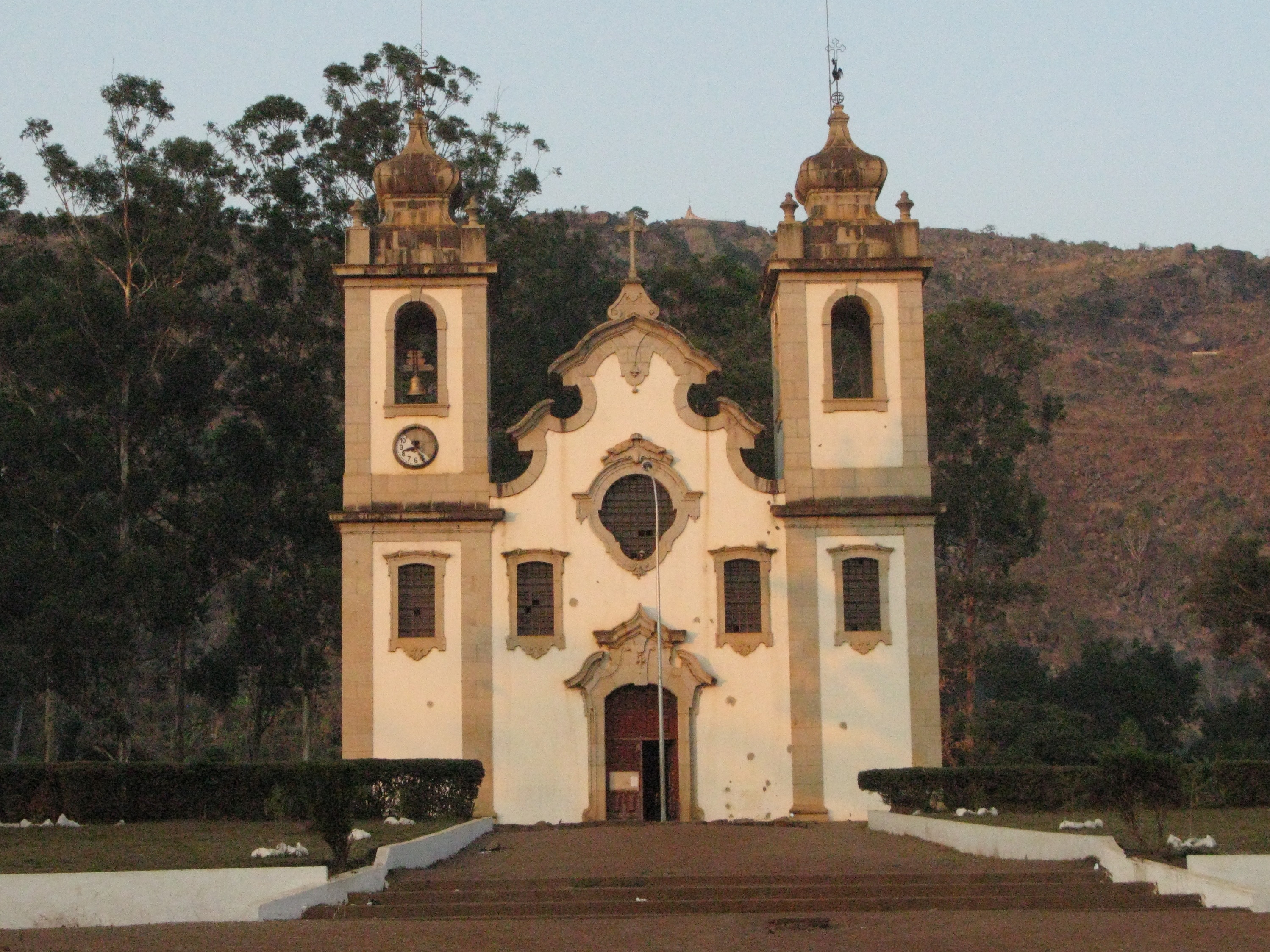
Igreja Matriz, em 2009.
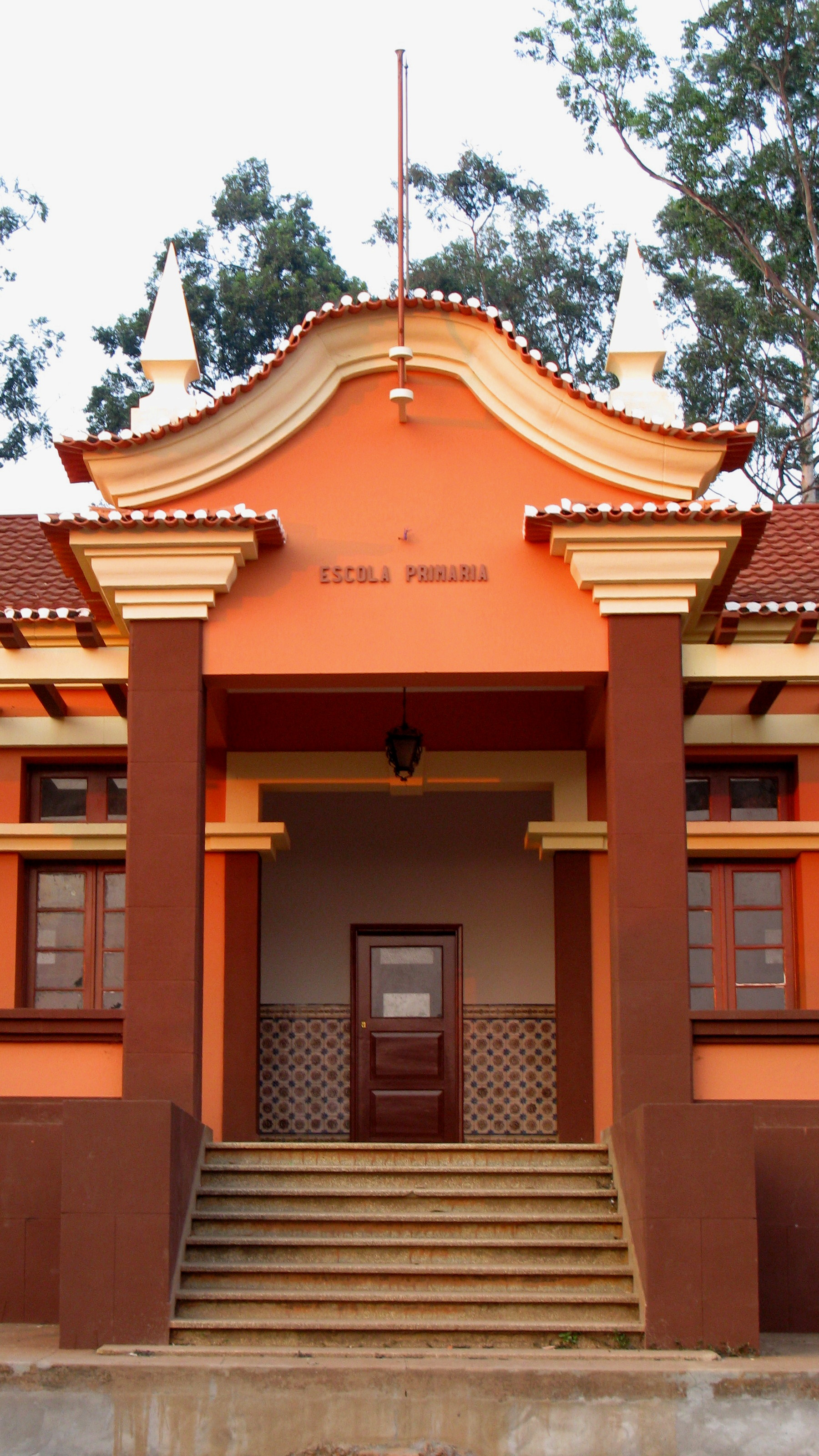
Escola Primária, em 2009.
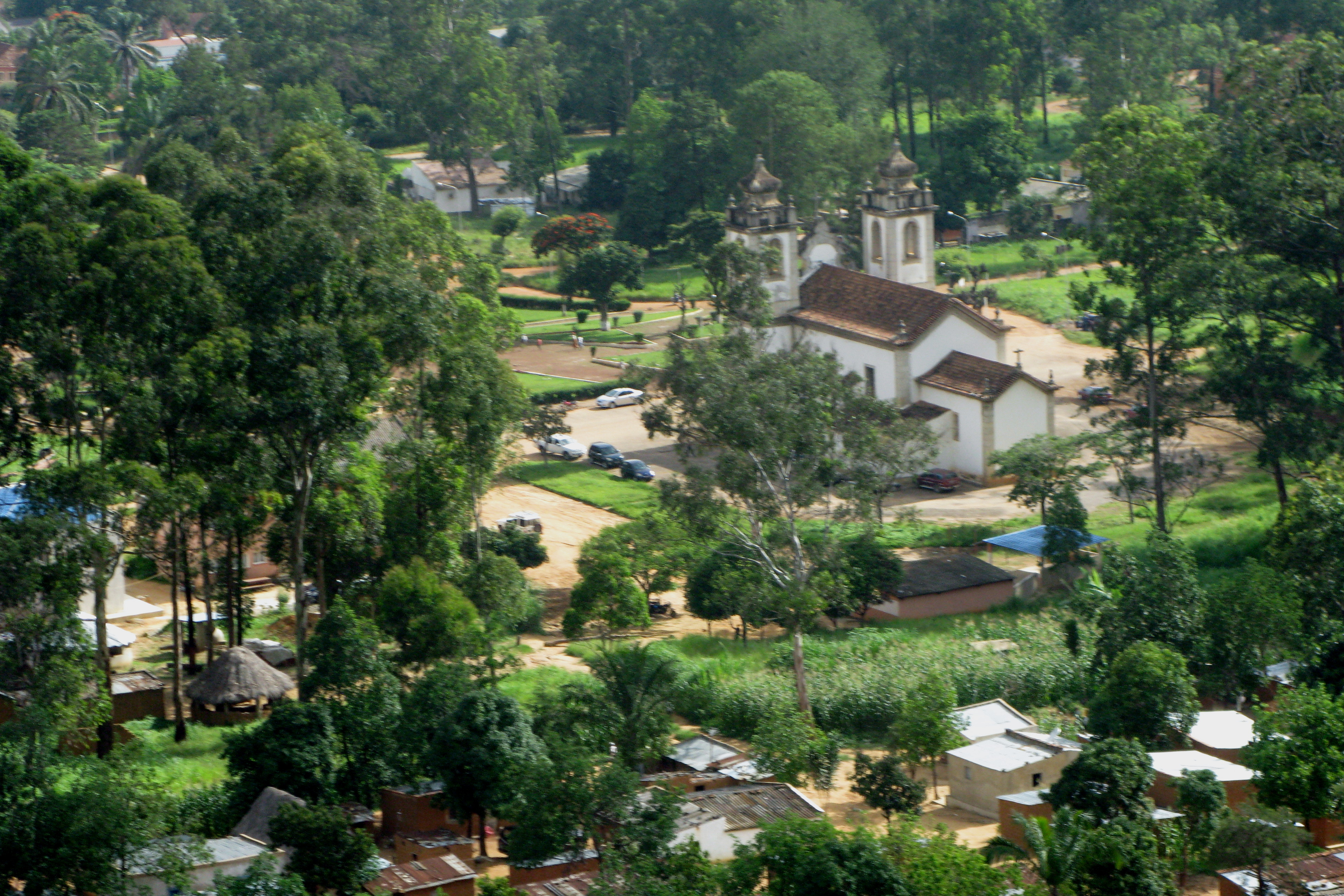
Vista aérea de uma parte de Uaco Cungo, com a Igreja Matriz ao centro, em 2009.
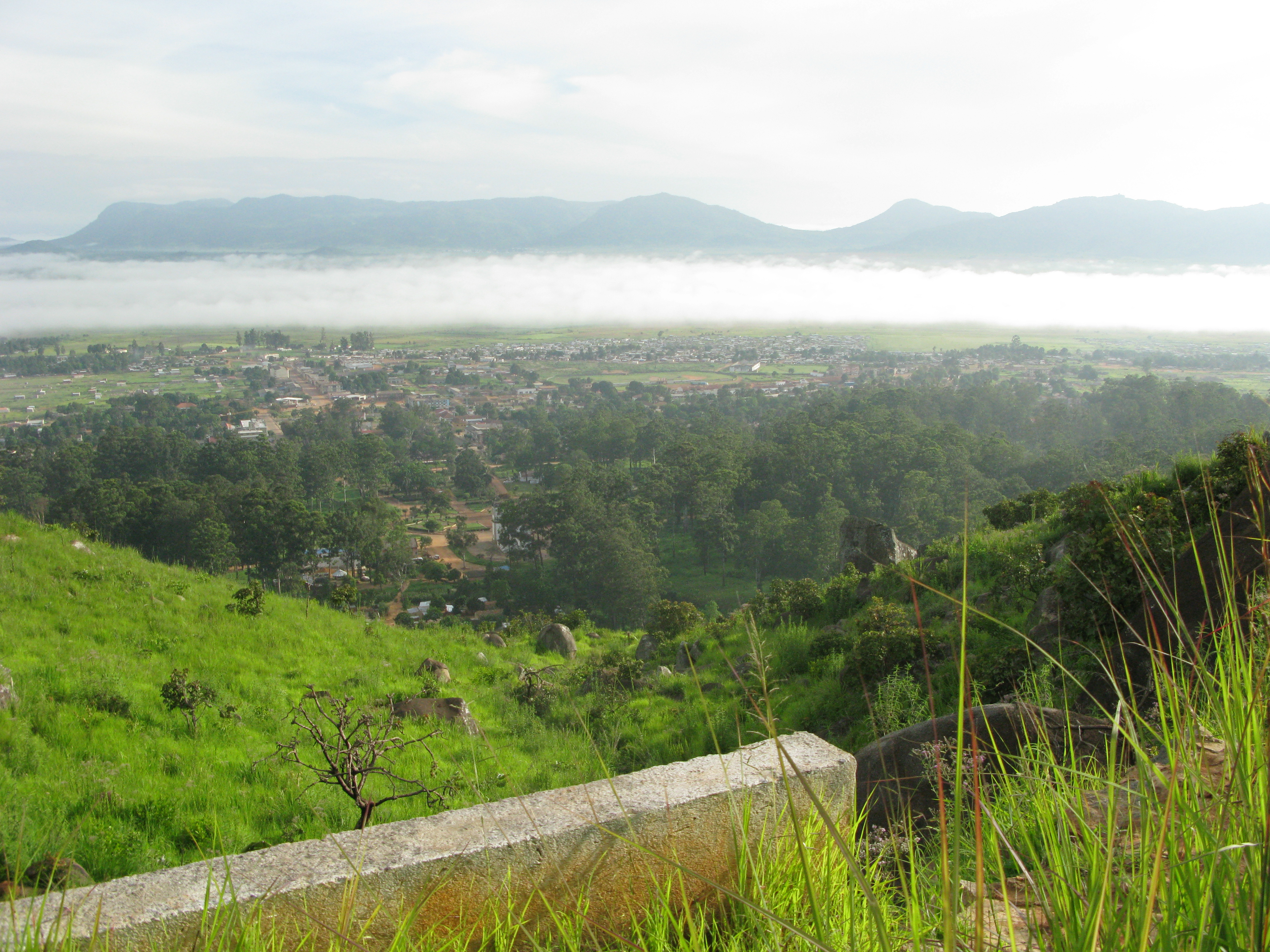
Panorâmica da cidade de Uaco Cungo, em 2009.